# Pseudhammus affinis
Pseudhammus affinis là một loài bọ cánh cứng trong họ Cerambycidae.